# La peor persona del mundo
La peor persona del mundo (en noruego, Verdens verste menneske) es una película de comedia dramática de romance y humor negro noruega de 2021 dirigida por Joachim Trier. Es la conclusión de su trilogía "Oslo". 
La película narra cuatro años en la vida de Julie (Renate Reinsve), una joven mujer con problemas en su vida amorosa y  en su carrera profesional, que poco a poco la llevan a mirar la vida de una forma más realista. La película se estrenó en competencia en el Festival de Cine de Cannes de 2021, y Renate Reinsve ganó el premio a la Mejor actriz por su actuación en la película. En la 94.ª edición de los Premios Óscar, la película fue nominada a Mejor película internacional y Mejor guion original.

## Reparto
- Renate Reinsve como Julie
- Anders Danielsen Lie como Aksel
- Herbert Nordrum como Eivind
- Hans Olav Brenner como Ole Magnus
- Helene Bjørneby como Karianne
- Vidar Sandem como Per Harald
- Maria Grazia Di Meo como Sunniva
- Lasse Gretland como Kristoffer
- Karen Røise Kielland como Tone
- Marianne Krogh como Eva
- Thea Stabell como Åse
- Deniz Kaya como Anna
- Eia Skjønsberg como Synne

## Recepción
La peor persona del mundo recibió reseñas generalmente positivas de parte de la crítica y de la audiencia. En el sitio web especializado Rotten Tomatoes, la película posee una aprobación de 96%, basada en 238 reseñas, con una calificación de 8.7/10 y con un consenso crítico que dice: "La peor persona del mundo concluye la trilogía de Oslo de Joachim Trier con una comedia romántica que subvierte deliciosamente los trillados tropos del género." De parte de la audiencia tiene una aprobación de 86%, basada en más de 500 votos, con una calificación de 4.1/5.
El sitio web Metacritic le dio a la película una puntuación de 90 de 100, basada en 47 reseñas, indicando "aclamación universal". En el sitio IMDb los usuarios le asignaron una calificación de 7.8/10, sobre la base de 66 213 votos. En la página web FilmAffinity la cinta tiene una calificación de 7.2/10, basada en 9868 votos.

## Premios y nominaciones
| Premio                                                            | Fecha de ceremonia      | Categoría                                   | Recipient(s)               | Resultado | Ref.   |
| ----------------------------------------------------------------- | ----------------------- | ------------------------------------------- | -------------------------- | --------- | ------ |
| Festival de Cannes                                                | 17 de julio de 2021     | Palma de Oro                                | Joachim Trier              | Nominado  | [ 14 ] |
| Festival de Cannes                                                | 17 de julio de 2021     | Mejor actriz                                | Renate Reinsve             | Ganadora  | [ 14 ] |
| Premios Gotham                                                    | 29 de noviembre de 2021 | Mejor película internacional                | La peor persona del mundo  | Nominada  | [ 15 ] |
| National Board of Review                                          | 3 de diciembre de 2021  | Top cinco películas en lengua extranjera    | La peor persona del mundo  | Ganadora  | [ 16 ] |
| New York Film Critics Circle                                      | 3 de diciembre de 2021  | Mejor película extranjera                   | La peor persona del mundo  | Ganadora  | [ 17 ] |
| Washington D. C. Area Film Critics Association Awards             | 6 de diciembre de 2021  | Mejor película en lengua extranjera         | La peor persona del mundo  | Nominada  | [ 18 ] |
| Premios del Cine Europeo                                          | 11 de diciembre de 2021 | Mejor guionista europeo                     | Joachim Trier              | Nominado  | [ 19 ] |
| Premios del Cine Europeo                                          | 11 de diciembre de 2021 | Mejor actriz                                | Renate Reinsve             | Nominado  | [ 19 ] |
| Premios de la Asociación de Críticos de Cine de Chicago           | 15 de diciembre de 2021 | Mejor película extranjera                   | La peor persona del mundo  | Nominada  | [ 20 ] |
| Premios de la Asociación de Críticos de Cine de Los Ángeles       | 18 de diciembre de 2021 | Mejor actriz                                | Renate Reinsve             | Nominada  | [ 21 ] |
| Asociación de Críticos de Cine de Dallas-Fort Worth               | 20 de diciembre de 2021 | Mejor película en lengua extranjera         | La peor persona del mundo  | Nominada  | [ 22 ] |
| Premios de la Alianza de Mujeres Periodistas de Cine              | Enero de 2022           | Mejor interpretación femenina revelación    | Renate Reinsve             | Nominada  | [ 23 ] |
| Premios de la Alianza de Mujeres Periodistas de Cine              | Enero de 2022           | Interpretación más atrevida                 | Renate Reinsve             | Nominada  | [ 23 ] |
| National Society of Film Critics                                  | 8 de enero de 2022      | Mejor actriz                                | Renate Reinsve             | Nominada  | [ 24 ] |
| National Society of Film Critics                                  | 8 de enero de 2022      | Mejor actor de reparto                      | Anders Danielsen Lie       | Ganador   | [ 24 ] |
| Asociación Belga de Críticos de Cine                              | 8 de enero de 2022      | Grand Prix                                  | La peor persona del mundo  | Ganadora  | [ 25 ] |
| San Diego Film Critics Society                                    | 10 de enero de 2021     | Mejor película internacional                | La peor persona del mundo  | Nominada  | [ 26 ] |
| Círculo de Críticos de Cine del Área de la Bahía de San Francisco | 10 de enero de 2022     | Mejor película en lengua extranjera         | La peor persona del mundo  | Nominada  | [ 27 ] |
| Círculo de Críticos de Cine del Área de la Bahía de San Francisco | 11 de enero de 2022     | Mejor película internacional                | La peor persona del mundo  | Nominada  | [ 28 ] |
| Toronto Film Critics Association                                  | 16 de enero de 2022     | Mejor película en lengua extranjera         | La peor persona del mundo  | Nominada  | [ 29 ] |
| Seattle Film Critics Society                                      | 17 de enero de 2022     | Mejor película en lengua no inglesa         | La peor persona del mundo  | Nominada  | [ 30 ] |
| Seattle Film Critics Society                                      | 17 de enero de 2022     | Mejor actriz                                | Renate Reinsve             | Nominada  | [ 30 ] |
| Houston Film Critics Society                                      | 19 de enero de 2022     | Mejor película extranjera                   | La peor persona del mundo  | Nominada  | [ 31 ] |
| Premios de la Sociedad de Críticos de Cine en Línea               | 24 de enero de 2022     | Mejor película                              | La peor persona del mundo  | Nominada  | [ 32 ] |
| Premios de la Sociedad de Críticos de Cine en Línea               | 24 de enero de 2022     | Mejor actriz                                | Renate Reinsve             | Nominada  | [ 32 ] |
| Premios de la Sociedad de Críticos de Cine en Línea               | 24 de enero de 2022     | Mejor película en lengua no inglesa         | La peor persona del mundo  | Nominada  | [ 32 ] |
| London Film Critics Circle Awards                                 | 6 de febrero de 2022    | Mejor actriz del año                        | Renate Reinsve             | Nominada  | [ 33 ] |
| London Film Critics Circle Awards                                 | 6 de febrero de 2022    | Mejor película en lengua extranjera del año | La peor persona del mundo  | Nominada  | [ 33 ] |
| Premios César                                                     | 25 de febrero de 2022   | Mejor película extranjera                   | La peor persona del mundo  | Nominada  | [ 34 ] |
| Premios de la Crítica Cinematográfica                             | 13 de marzo de 2022     | Mejor película extranjera                   | La peor persona del mundo  | Nominada  | [ 35 ] |
| Premios BAFTA                                                     | 13 de marzo de 2022     | Mejor actriz                                | Renate Reinsve             | Nominada  | [ 36 ] |
| Premios BAFTA                                                     | 13 de marzo de 2022     | Mejor película en lengua no inglesa         | La peor persona del mundo  | Nominada  | [ 36 ] |
| Premios Satellite                                                 | 18 de marzo de 2022     | Mejor película extranjera                   | La peor persona del mundo  | Nominada  | [ 37 ] |
| Premios Satellite                                                 | 18 de marzo de 2022     | Mejor actriz dramática                      | Renate Reinsve             | Nominada  | [ 37 ] |
| Premios Óscar                                                     | 27 de marzo de 2022     | Mejor guion original                        | Eskil Vogt y Joachim Trier | Nominada  | [ 38 ] |
| Premios Óscar                                                     | 27 de marzo de 2022     | Mejor película internacional                | La peor persona del mundo  | Nominada  | [ 38 ] |
| Premios Goya                                                      | 11 de febrero de 2023   | Mejor película europea                      | La peor persona del mundo  | Ganadora  |        |